# Awaous banana
Awaous banana är en fiskart som först beskrevs av Valenciennes, 1837.  Awaous banana ingår i släktet Awaous och familjen smörbultsfiskar. Inga underarter finns listade.